# Opera Mail
Opera Mail（オペラ・メール）は、オペラ・ソフトウェアが提供していた電子メールクライアントである。
ウェブブラウザのOperaに内蔵された電子メールクライアント機能「M2」が、Opera 15で切り離されて単体のソフトウェアとして提供されたものである。

## 履歴
2013年6月11日、最初の正式版ｖ1.0.1040が公開された。
2015年8月29日、日本オフィスの公式 Twitter アカウントで、すでに開発が終了していることを発言した。
2016年2月15日、最初で最後のアップデートv1.0.1044がリリース。更新内容は非公開。
2018年4月10日、公式 Twitter アカウントで、すでに開発が終了していることを発言し、同時期にWebサイトにも「Opera Mail は製品ライフサイクルの最終段階にあります。近い将来、テクニカルサポートも製品およびセキュリティアップデートも提供されなくなります。製品は今もダウンロードいただけますが、ご利用はご自分の責任においてお願いいたします。」とのメッセージを掲載した。
2018年10月11日頃、Webサイトが閉鎖され、ダウンロード提供も終了した。

## 機能・特徴
- Windows、Mac、Linuxに対応する[3]。
- Opera 12でメール機能を使用していた場合は、自動でインポートされるため、継続して利用することができる[11]。
- POP3やIMAPに対応するほか、様々なWebベースのメールサービスと同期が可能[12]。
- RSSを取得でき、フィードリーダーとしても機能する[3]。